# Juho Pirttijoki
Juho Pirttijoki (Toijala, 30 luglio 1996) è un ex calciatore finlandese, di ruolo difensore.

## Carriera

### Club
Ha giocato nella massima serie finlandese e in quella svedese.

### Nazionale
L'11 gennaio 2018 ha esordito con la nazionale finlandese giocando l'amichevole vinta 1-2 contro la Giordania.

## Statistiche

### Cronologia presenze e reti in nazionale
| Cronologia completa delle presenze e delle reti in nazionale ― Finlandia | Cronologia completa delle presenze e delle reti in nazionale ― Finlandia | Cronologia completa delle presenze e delle reti in nazionale ― Finlandia | Cronologia completa delle presenze e delle reti in nazionale ― Finlandia | Cronologia completa delle presenze e delle reti in nazionale ― Finlandia | Cronologia completa delle presenze e delle reti in nazionale ― Finlandia | Cronologia completa delle presenze e delle reti in nazionale ― Finlandia | Cronologia completa delle presenze e delle reti in nazionale ― Finlandia |
| Data                                                                     | Città                                                                    | In casa                                                                  | Risultato                                                                | Ospiti                                                                   | Competizione                                                             | Reti                                                                     | Note                                                                     |
| ------------------------------------------------------------------------ | ------------------------------------------------------------------------ | ------------------------------------------------------------------------ | ------------------------------------------------------------------------ | ------------------------------------------------------------------------ | ------------------------------------------------------------------------ | ------------------------------------------------------------------------ | ------------------------------------------------------------------------ |
| 11-1-2018                                                                | Abu Dhabi                                                                | Giordania                                                                | 1 – 2                                                                    | Finlandia                                                                | Amichevole                                                               | -                                                                        | 68’                                                                      |
| Totale                                                                   |                                                                          | Presenze                                                                 | 1                                                                        |                                                                          | Reti                                                                     | 0                                                                        |                                                                          |

## Palmarès

### Club

#### Competizioni nazionali
- Campionato finlandese: 1

KuPS: 2019
- Coppa di Finlandia: 1

KuPS: 2021